# Fòvea òptica
La fòvea (òptica) és una depressió retinal poc profunda localitzada a uns 2,5 mm en direcció lateral al disc o papil·la òptica. Dins de la zona pigmentada groguenca anomenada màcula retinal. És la zona de l'ull de major agudesa visual. És, en definitiva, la regió retinal que concentra una major quantitat d'elements visuals.

## Referències

Agudesa visual